# Jag vill se min älskade komma från det vilda
Jag vill se min älskade komma från det vilda är ett album, utgivet 1995 av den svenska sångerskan Eva Dahlgren. 
Albumet producerades av Eva Dahlgren tillsammans med Anders Hillborg, som främst är verksam som tonsättare av nutida klassisk musik. De flesta av låtarna är komponerade direkt för sång och symfoniorkester av Hillborg och framförs av Dahlgren, som skrivit texterna, samt Sveriges Radios symfoniorkester under ledning av Esa-Pekka Salonen. 
Två låtar gavs ut som singlar: "Stenmannen" och "När en vild röd ros slår ut doftar hela skogen". "Jorden är ett litet rum" gavs ut som cd-promosingel.

## Låtlista
1. Lava
2. Stenmannen
3. När en vild röd ros slår ut doftar hela skogen
4. Jorden är ett litet rum
5. En gul böjd banan
6. Kväll
7. Du som älskar
8. Innan kärleken kom
9. Vild i min mun

## Fakta och medverkande
- Musik: Anders Hillborg förutom "Stenmannen", där musiken är skriven av Anders Hillborg och Eva Dahlgren, och "Jorden är ett litet rum" som är skriven av Eva Dahlgren ensam
- Text: Eva Dahlgren
- Inspelad i Berwaldhallen och Polar Studios 1995
- Mixad av Lennart Östlund och Eva Dahlgren, förutom "Vild i min mun" som är mixad av Lennart Östlund, Eva Dahlgren och Anders Hillborg

### Spår 2, 4
- Eva Dahlgren - sång
- Anders Hillborg - dirigent, piano
- stråkar ur SNYKO (Stockholms Nya Kammarorkester)
- Stockholms Kammarbrass
- träblåsare ur Sveriges Radios symfoniorkester och Kungliga Filharmoniska Orkestern i Stockholm
- André Ferrari - slagverk (2)
- Mija Folkesson och Margareta Folkesson - körsång och körarrangemang (2)

### Spår 3, 5, 7, 8
- Eva Dahlgren - sång
- Esa-Pekka Salonen - dirigent
- Sveriges Radios symfoniorkester
- Mija Folkesson och Margareta Folkesson - sång (3), körsång (7)
- Anders Hillborg - piano (3, 7)

### Spår 6
- Eva Dahlgren - sång
- Anna Lindal - violin

### Spår 9
- Eva Dahlgren - sång
- Mija Folkesson och Margareta Folkesson - körsång, körarrangemang
- Esa-Pekka Salonen - dirigent
- Sveriges Radios symfoniorkester
- André Ferrari och Nicci Wallin - slagverk
- André Ferrari, Anders Hillborg och Stefan Nilsson - piano
- Stockholms Kammarbrass
- träblåsare ur Sveriges Radios symfoniorkester och Kungliga Filharmoniska Orkestern i Stockholm

## Listplaceringar
| Lista (1995-1996) | Topplacering |
| ----------------- | ------------ |
| Finland           | 4            |
| Norge             | 25           |
| Sverige           | 2            |